# Onze-Lieve-Vrouw-Boodschapkerk (Wommelgem)
De Onze-Lieve-Vrouw-Boodschapkerk is de parochiekerk van de tot de Antwerpse gemeente Wommelgem behorende plaats Kandonklaar, gelegen aan Volkaertslei 19.

## Geschiedenis
Kandonklaar maakte kerkelijk vanaf de 14e eeuw deel uit van de parochie van Deurne. Op verzoek van een aantal inwoners werd Kandonklaar in 1893 onderdeel van de parochie van Borsbeek.
Tussen beide wereldoorlogen groeide de behoefte aan de oprichting van een eigen hulpparochie. In 1935 vestigden zich de zusters annunciaten in Kandonklaar. Er kwamen katholieke scholen en, ook in 1935, werd Kandonklaar een kapelanie en werd een kerkje gebouwd.
Dit is een eenvoudig bakstenen kerkje onder zadeldak, met klokkengevel en voorgebouwd ingangsportaal eveneens onder zadeldak.